# Mercat de Música Viva de Vic

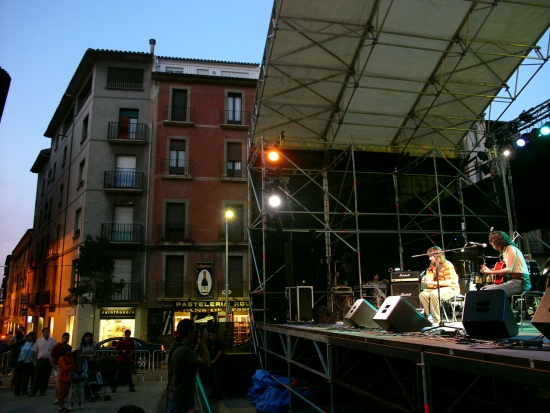
L'escenari de la Rambla del Passeig durant l'actuació de Núria Sala en l'edició de 2007

El Mercat de Música Viva de Vic (sovint abreujat MMVV) és la fira musical més prestigiosa dels Països Catalans: se celebra tots els anys, ininterrompudament des de 1989, a la ciutat de Vic durant el mes de setembre i té una durada de cinc dies, que culminen en cap de setmana amb les actuacions musicals pel públic en general. El músic Marc Lloret va ser al capdavant del festival des de 2010 fins a 2024..
El MMVV és un esdeveniment amb format mixt de fira professional i festival urbà únic a Catalunya, en el marc del qual s'organitzen concerts, congressos i exposicions on es reuneixen professionals de tots els vessants de la indústria i dels espectacles musicals.
Les exposicions i els congressos es desenvolupen en un saló comercial de 1.600 metres quadrats que reuneixen professionals de tot el sector musical (discogràfiques, empreses de management, institucions públiques i privades, associacions, festivals...) de tot Europa. A més, en cada edició es programen prop de cent actuacions en directe de diferents gèneres musicals, repartides en catorze escenaris ubicats per tota la ciutat.
Assistir al Mercat de Música Viva de Vic, es pot realitzar de tres formes diferents; com a públic, com a professional i com a mitjà de comunicació. Pels que vulguin assistir-hi com a audiència, s'ofereixen tant espectacles a l'aire lliure, els quals són gratuïts; com espectacles en recintes tancats i als quals només es pot accedir-hi tot comprant una entrada. Per accedir-hi com a professional, es necessita una acreditació, la qual et permet tenir accés tant al recinte firal com a tots els concerts que formin part de la programació. En el cas dels mitjans de comunicació, també es necessita una acreditació per tal d'assistir al festival com a tal.
En les darreres edicions, el Mercat ha produït espectacles propis com el Invictro, La connexió Argan (amb Llibert Fortuny), Immigrassons (amb Refree i Ernesto Snajer) i eXile (amb Guillamino i Manuel García).
L'edició més recent del festival, que va tenir lloc al setembre del 2019, va comptar amb una incrementació de participació tant per part dels músics professionals com per part de l'audiència; l'edició es va finalitzar amb l'assistència de gairebé 750 músics professionals acreditats, dels quals el 69% eren d'origen català, el 16% de l'Estat Espanyol i el 15% restant eren internacionals. Algunes de les actuacions amb les que el Mercat de Música Viva de Vic va comptar el passat setembre, van ser les de grups musicals com ara 'Gertrudis', 'Juliane Heinemann', 'Nico Roig', 'Dorian', 'Iseo', 'Buhos', o 'Balkan Paradise Orchestra', per exemple.
Durant l'edició del 2019, també, es van implementar per primera vegada al festival, dos punts liles (situats a la Plaça Major i al Sucre de Vic) per a tal de sócorrer i aplicar el protocol contra les violències sexuals quan fos necessari.
El festival està organitzat per Impevic, l'Institut Municipal de Promoció i Economia de Vic, i el patrocinen el Departament de Cultura de la Generalitat de Catalunya, el Ministeri d'Educació i Cultura, la SGAE, l'AIE, i la Diputació de Barcelona.

## Enllaços externs

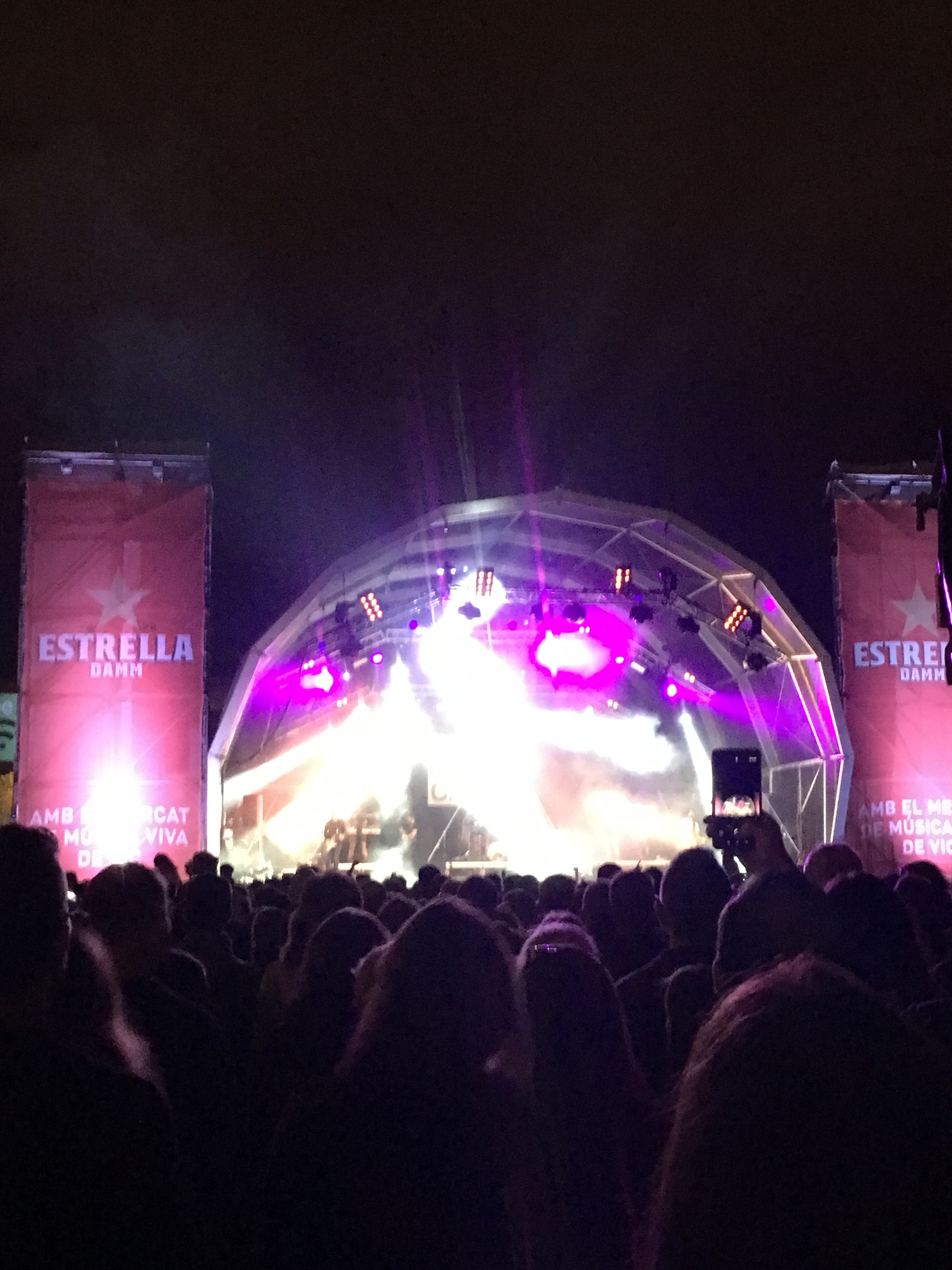
L'actuació del grup musical Dorian en la seva actuació a la Plaça Major de Vic, en l'edició del 2019.